# Luzula atlantica
Luzula atlantica là một loài thực vật có hoa trong họ Juncaceae. Loài này được Braun-Blanq. mô tả khoa học đầu tiên năm 1928.